# Inter Club d’Escaldes
Az Inter Club d’Escaldes andorrai labdarúgócsapat Les Escaldes városából. Az önálló andorrai labdarúgó-bajnokság elindítása óta az élvonalban szerepel.

## Sikerei
- Andorrai labdarúgó-bajnokság (Primera Divisió)
  - Bronzérmes (2 alkalommal): 2000, 2001

- Andorrai kupa (Copa Constitució)
  - Ezüstérmes (2 alkalommal): 2020, 2023

## Eredményei

### Bajnoki múlt
Az Inter Club d’Escaldes a 2010–11-es szezonig összesen 16 bajnoki évet töltött az andorrai labdarúgó-bajnokság élvonalában.
| Idény   | Helyezés |
| ------- | -------- |
| 1995–96 | 7. hely  |
| 1996–97 | 9. hely  |
| 1997–98 | 4. hely  |
| 1998–99 | 4. hely  |
| 1999–00 | 3. hely  |
| 2000–01 | 3. hely  |

| Idény   | Helyezés |
| ------- | -------- |
| 2001–02 | 7. hely  |
| 2002–03 | 4. hely  |
| 2003–04 | 7. hely  |
| 2004–05 | 5. hely  |
| 2005–06 | 5. hely  |
| 2006–07 | 5. hely  |

| Idény   | Helyezés |
| ------- | -------- |
| 2007–08 | 6. hely  |
| 2008–09 | 7. hely  |
| 2009–10 | 6. hely  |
| 2010–11 | 6. hely  |
| 2011–12 |          |